# MLB All-Star Game 1963
MLB All-Star Game 1963 – 34. Mecz Gwiazd ligi MLB, który rozegrano 9 lipca 1963 roku na stadionie Municipal Stadium w Cleveland. Mecz zakończył się zwycięstwem National League All-Stars 5–3. Spotkanie obejrzało 44 160 widzów. Najbardziej wartościowym zawodnikiem został Willie Mays z San Francisco Giants, który zaliczył uderzenie, dwa RBI, dwukrotnie skradł bazę i zdobył dwa runy.

## Wyjściowe składy
| National League | National League | National League | National League | American League | American League | American League | American League |
| #               | Zawodnik        | Klub            | Pozycja         | #               | Zawodnik        | Klub            | Pozycja         |
| --------------- | --------------- | --------------- | --------------- | --------------- | --------------- | --------------- | --------------- |
| 1               | Tommy Davis     | Dodgers         | LF              | 1               | Nellie Fox      | White Sox       | 2B              |
| 2               | Hank Aaron      | Braves          | RF              | 2               | Albie Pearson   | Angels          | CF              |
| 3               | Bill White      | Cardinals       | 1B              | 3               | Al Kaline       | Tigers          | RF              |
| 4               | Willie Mays     | Giants          | CF              | 4               | Frank Malzone   | Red Sox         | 3B              |
| 5               | Ed Bailey       | Giants          | C               | 5               | Leon Wagner     | Angels          | LF              |
| 6               | Ken Boyer       | Cardinals       | 3B              | 6               | Earl Battey     | Twins           | C               |
| 7               | Dick Groat      | Cardinals       | SS              | 7               | Joe Pepitone    | Yankees         | 1B              |
| 8               | Julián Javier   | Cardinals       | 2B              | 8               | Zoilo Versalles | Twins           | SS              |
| 9               | Jim O'Toole     | Reds            | P               | 9               | Ken McBride     | Angels          | P               |

| National League                                    | 0 | 1 | 2 | 0 | 1 | 0 | 0 | 1 | 0 | 5 | 6  | 0 |
| American League                                    | 0 | 1 | 2 | 0 | 0 | 0 | 0 | 0 | 0 | 3 | 11 | 1 |
| WP: Larry Jackson LP: Jim Bunning SV: Don Drysdale |   |   |   |   |   |   |   |   |   |   |    |   |

## Składy
| Miotacze - Steve Barber (1) - Jim Bouton (1) - Jim Bunning (7) - Mudcat Grant (1) - Ken McBride (2) - Bill Monbouquette (4) - Juan Pizarro (1) - Dick Radatz (1) Łapacze - Elston Howard (10) - Don Leppert (1) |  | Wewnątrzpolowi - Luis Aparicio (9) - Nellie Fox (15) - Frank Malzone (7) - Joe Pepitone (1) - Bobby Richardson (5) - Brooks Robinson (7) - Norm Siebern (3) - Zoilo Versalles (1) Zapolowi - Bob Allison (2) - Al Kaline (12) - Harmon Killebrew (5) - Mickey Mantle (16) - Albie Pearson (1) - Tom Tresh (3) - Leon Wagner (3) - Carl Yastrzemski (1) |  | Menadżer - Ralph Houk Trenerzy - Sam Mele - Johnny Pesky |

| Miotacze - Ray Culp (1) - Don Drysdale (5) - Larry Jackson (5) - Sandy Koufax (4) - Juan Marichal (3) - Jim O'Toole (1) - Warren Spahn (17) - Hal Woodeshick (1) Łapacze - Ed Bailey (7) - Johnny Edwards (1) - Joe Torre (1) |  | Wewnątrzpolowi - Ken Boyer (10) - Orlando Cepeda (9) - Dick Groat (7) - Julián Javier (1) - Bill Mazeroski (8) - Ron Santo (1) - Bill White (7) - Maury Wills (5) Zapolowi - Hank Aaron (13) - Roberto Clemente (7) - Tommy Davis (3) - Willie Mays (14) - Willie McCovey (1) - Stan Musial (24) - Duke Snider (8) |  | Menadżer - Alvin Dark Trenerzy - Bob Kennedy - Gene Mauch |

- W nawiasie podano liczbę powołań do All-Star Game.